# Zumpango
Zumpango är en kommun i centrala Mexiko som är belägen i delstaten Mexiko. Kommunen ingår i Mexico Citys storstadsområde, och hade cirka 127 988 invånare vid folkräkningen 2010, varav cirka hälften bor i centralorten, Zumpango de Ocampo.